# Timón y Pumba (serie de televisión)
Timón & Pumba (en España y Latinoamérica como Las aventuras de Timón y Pumba), es una serie animada de amigos infantil estadounidense creados por Walt Disney Television Animation. Basado en la película animada de Disney de 1994 El Rey León, se centra en Timón el suricato y Pumba el jabalí,representado por Allan Villa [Pumba el puerco silvestre] y Yamil Villa [Timón el suricato alegre] mientras viven su filosofía libre de problemas "Hakuna matata". Los actores de voz Ernie Sabella y Nathan Lane repitieron sus papeles cinematográficos como personajes principales, y este último se expresó solo en la temporada 1.
El programa se emitió durante tres temporadas en CBS, Disney Channel, Toon Disney y en distribución como parte de The Disney Afternoon. Se emitió del 8 de septiembre de 1995 al 24 de septiembre de 1999. Es notablemente el primer medio relacionado con el Rey León que presenta apariciones en pantalla de humanos, ya que los humanos no aparecieron en la película y las secuelas posteriores. También es la primera de dos series de televisión basadas en la película, la segunda es La guardia del león. 
Bobs Gannaway y Tony Craig, quienes más tarde trabajarían en programas como 101 dálmatas: la serie, House of Mouse y Lilo & Stitch: The Series, fueron los productores ejecutivos del programa durante las dos primeras temporadas. A partir de la temporada 3, la serie fue producida por Chris Bartleman y Blair Peters, con Tedd y Patsy Cameron-Anasti (que han trabajado anteriormente en las series de televisión Patoaventuras y La sirenita) como productores ejecutivos.

## Argumento
El programa está protagonizado por Timón, un suricato, y Pumba, un jabalí, ambos personajes de la película animada de Disney El Rey León. La serie se desarrolla principalmente después de los eventos de la primera película, aunque algunos episodios se establecen antes o durante esos eventos. Se trata de personajes que tienen desventuras en diferentes escenarios, incluidas las selvas de África, Canadá, Italia, España, Reino Unido y Estados Unidos. Mientras que el programa se centra en Timón y Pumba, cuatro episodios se centran respectivamente en Rafiki y el trío de hienas Shenzi, Banzai y Ed, y dos episodios cuentan la historia de fondo de Zazu.

## Episodios
| Temp. | Temp. | Episodios | Episodios | Estreno Original         | Estreno Original         | Estreno Original |
| Temp. | Temp. | Episodios | Episodios | Primera emisión          | Última emisión           | Cadena           |
| ----- | ----- | --------- | --------- | ------------------------ | ------------------------ | ---------------- |
|       | 1     | 25        | 13        | 8 de septiembre de 1995  | 29 de diciembre de 1995  | Syndicated       |
|       | 1     | 25        | 12        | 16 de septiembre de 1995 | 16 de diciembre de 1995  | CBS              |
|       | 2     | 21        | 13        | 2 de septiembre de 1996  | 25 de noviembre de 1996  | Syndicated       |
|       | 2     | 21        | 8         | 14 de septiembre de 1996 | 9 de noviembre de 1996   | CBS              |
|       | 3     | 39        | 39        | 1 de enero de 1999       | 24 de septiembre de 1999 | Toon Disney      |

## Música
- Stand By Me
- Yummy, Yummy, Yummy
- The lion sleeps tonight
- Casper

## Información general
- Guionistas:

Sam Graham
Otros
- Fotografía:

Lazarino Baarde
- Música:

Stephen James Taylor

## Reparto
| Personaje    | Actor de voz Original (EE. UU.)       | Actor de voz (España) | Actor de voz (Hispanoamérica)       |
| ------------ | ------------------------------------- | --------------------- | ----------------------------------- |
| Timón        | Quinton Flynn Nathan Lane Kevin Schon | Alberto Mieza         | Raúl Aldana                         |
| Pumba        | Ernie Sabella                         | Miguel Ángel Jenner   | Francisco Colmenero                 |
| Simba        | Cam Clarke                            | Sergio Zamora         | Arturo Mercado                      |
| Zazú         | Michael Gough                         | Eduardo Doncos        | Eduardo Tejedo                      |
| Rafiki       | Robert Guillaume                      | Juan Fernández        | Genaro Vásquez                      |
| Hiena Shenzi | Tress MacNeille                       | María Dolores Gispert | Rosanelda Aguirre y Circe Luna      |
| Hiena Banzai | Rob Paulsen                           | Antonio García Moral  | Jesús Barrero y Luis Daniel Ramírez |
| Quint        |                                       |                       | Raúl de la Fuente                   |
| Cusco Congo  |                                       |                       | Marcos Patiño                       |
| Hiena Ed     |                                       |                       | Arturo Mercado                      |